# 南美蘇鐵
南美蘇鐵（學名：Zamia pumila），分佈在西印度群島和古巴。南美蘇鐵是澤米鐵科第一個被描述的物種，因此成為澤米鐵科及澤米屬的模式種。

## 形態
南美蘇鐵多年生的植物，高可達5至6英尺（1.5-2.1米）。有光澤的深綠色羽狀葉子長3英尺（0.9米），雌雄異株。它與澤米蘇鐵在很多方面都相似，但南美蘇鐵的葉稍窄於澤米蘇鐵。

## 分佈
南美蘇鐵棲息於西印度群島、古巴及佛羅里達州，生長在排水良好的沙壤土或砂質壤土中。

## 毒性
南美蘇鐵是有毒的，影響人的胃腸道和中樞神經系統。

## 外部連結
- IUCN red list - Zamia pumila（页面存档备份，存于）
- The Cycad Pages Zamia pumila（页面存档备份，存于）